# 徳田毅
徳田 毅（とくだ たけし、1971年〈昭和46年〉5月30日 - ）は、日本の政治家。元衆議院議員（3期）。株式会社徳洲会代表取締役。国土交通大臣政務官兼復興大臣政務官（第2次安倍内閣）、自由連合代表などを歴任。
医療法人徳洲会創設者で衆議院議員や自由連合代表を務めた徳田虎雄は父。徳洲会副理事長で薬剤師の徳田秀子は母。

## 来歴・人物
鹿児島県名瀬市（現・奄美市）に生まれる。大阪教育大学附属平野小学校、名瀬市立金久中学校を経て、鹿児島高等学校を卒業。1991年4月に帝京大学法学部法律学科に入学したが5年在学して中退。2005年4月、帝京大学法学部に再入学するが、2007年に再び中退した。
1995年から父・徳田虎雄の個人事務所に私設秘書として勤務する。2002年からは公設秘書を務めたほか、徳洲会グループの医療用品卸売業・株式会社インターナショナル・ビジネス・サービス代表取締役社長に就任。
2003年に結婚し、媒酌人は亀井静香が務めた。2004年、医療法人徳洲会理事に就任。2004年から中間法人徳洲会副理事長、2005年から一般社団法人徳洲会副理事長、2009年から医療法人徳洲会常務理事及び一般社団法人徳洲会理事、医療法人聖山会理事。

### 衆議院議員
2005年、父・虎雄が2001年頃から発症した筋萎縮性側索硬化症（ALS）の療養に専念するために政界引退を表明したため、代わって、毅が第44回衆議院議員総選挙に無所属（民主党推薦）で鹿児島2区から出馬し、初当選した。同年、自由連合代表に就任する。
2006年10月、鹿児島県庁で記者会見を開き、自身が代表を務める自由連合を離党する意向を表明。徳田の離党により所属国会議員数がゼロになった自由連合は政党助成法上の政党要件を喪失した。同年11月の沖縄県知事選挙では、自由連合は糸数慶子を推薦したが、毅は告示日の11月2日に自由連合を離党して自由民主党と公明党が擁立した仲井眞弘多を支援し、仲井眞が当選した。
2006年11月29日、自民党に「入党願」を提出。徳田の入党を認めたことについて、自民党鹿児島県連会長（当時）の宮路和明は同年4月の衆議院千葉7区補欠選挙、沖縄市長選挙における徳田の与党への協力を一因に挙げている。同年12月20日に改めて自民党に入党届を提出し、正式に自民党に入党した。これにより鹿児島県の衆議院小選挙区は、自民党が独占した。
2007年の第21回参議院議員通常選挙では保守王国の鹿児島県でも自民党が苦戦を強いられたが、自民党の加治屋義人が2664票の僅差で逃げ切り、再選された。加治屋は鹿児島全県では前回に比べて得票数を減らしたが、徳田の地盤である奄美市や大島郡では票を伸ばした。2008年6月5日、宏池会に入会。
2009年8月の第45回衆議院議員総選挙では、初めて自民党公認で鹿児島2区から出馬し、民主党公認で出馬した打越明司を下して再選。なお、打越は2005年の総選挙は無所属で出馬したため比例復活が出来なかったが、この選挙では重複立候補していた比例九州ブロックで復活し、初当選した。

### 議員辞職
2012年12月に第46回衆議院議員総選挙で3選後、第2次安倍内閣の国土交通大臣政務官に起用されたが、「一身上の都合により」2013年2月に辞任した。2013年11月12日には、親族が選挙違反事件で逮捕される事態となり、同月13日に自民党へ離党届を提出し、翌14日に離党が承認された。連座制により2014年2月24日に議員を辞職することを表明し、議員辞職願を同日に提出、2月28日の本会議で了承された。これにより鹿児島2区からの立候補は2014年6月からの5年間（～2019年）は不可能となったが、2017年8月に衆議院小選挙区の区割りを見直す改正公職選挙法が施行されたため新しい鹿児島2区からは出馬が可能となった。同年10月に執行された第48回衆議院議員総選挙への出馬も検討したが、現職の金子万寿夫を擁立したい自民党県連との調整を経て出馬を断念した。なお、この時点で徳田は自民党の党籍を持っていることが報じられている（復党時期は不明）。徳田は同選挙では自民党元県議で無所属で出馬した林健二を支援した（結果は落選）。

## 主張
普天間基地移設問題では、鹿児島2区に含まれる徳之島が2006年日米合意のキャンプ・シュワブ沖合の代替候補地に名前が挙がったことについて、徳之島への移設には反対の意向を表明。2010年4月、県外移設を模索する首相の鳩山由紀夫が療養中の父・虎雄に面会し協力を要請した際には会談に立ち会った。

### TPPに強力に反対
かねてよりTPPに反対している。自身のブログにも
と書き綴っている。
また、徳洲会理事長は、18年間徳洲会で働いていた「徳之島病院」の事務局長を、TPP反対集会に参加しなかったという理由で即時解雇を言い渡している。
その為、「徳田毅と徳州会を刺した特捜部のバックには、米国がいるのでは」という憶測が出ている。

## 不祥事

### 未成年準強姦事件
2013年2月4日に、第2次安倍内閣の国土交通大臣政務官を女性問題の責任を取って就任後1ヶ月余りで辞任した。『週刊新潮』はその内容について、2004年に未成年の女性に対して準強姦に当たる性行為を行い、2007年に和解したものだと報道している。4日の記者会見と7日の答弁で官房長官・菅義偉は、徳田から「（詳細は）相手との関係で明らかにすることができない」と説明があったとした。答弁は衆議院予算委員会において民主党議員の前原誠司が行った質問に対するもので、8日には説明を求める申し入れが女性議員有志から行われた。

### 迂回献金疑惑
2013年2月、資金管理団体「徳田毅政経研究会」から自民党鹿児島県第2区支部へ2011年12月1日に行われた献金と同日同額が、支部から本人宛に寄付されていたことが判明した。資金管理団体から本人へ直接寄付をする事は政治資金規正法違反なのでこれを回避するために迂回したのではないか、と指摘されている。

### 親族の公職選挙法違反
2013年9月17日、公職選挙法違反の疑いで医療グループ「徳洲会グループ」の東京本部と系列病院が家宅捜索を受けた。2012年12月の衆議院選挙に際して、グループが傘下の全国の病院の職員・看護師に対して鹿児島2区の徳田の陣営に選挙運動をさせ、報酬を支払っていた疑いが強まったためだった。
2013年11月12日、東京地検特捜部と警視庁刑事部捜査第二課により、医師で株式会社徳洲会社長を務める親族及び眼科医で関連会社GPホールディングス社長を務める親族のほか、株式会社徳洲会経営企画室室長、東京西徳洲会病院事務局長など各地の徳州会病院事務局長3人が、公職選挙法違反の容疑で逮捕された。容疑は、2012年11月16日の衆議院解散後から投票日前日の12月15日まで、徳洲会傘下の病院などの看護師や職員を運動員として派遣するよう指示。報酬の支給を約束したうえで、戸別訪問やポスター張りなどに従事させた疑いが持たれている。

## 所属団体・議員連盟
- 創生「日本」（事務局次長）
- 日韓議員連盟
- 国家主権と国益を守るために行動する議員連盟
- TPP交渉における国益を守り抜く会